# پین‌آپ‌ها
«پین‌آپ‌ها» (به انگلیسی: Pin Ups) آلبومی از هنرمند اهل بریتانیا دیوید بویی است که در ۱۹ اکتبر ۱۹۷۳ منتشر شد.
این البوم از نظر کارشناسان برتر موسیقی شایسته ترین البوم ضبط شده در انگلستان است که مجموع بی نظیزی از راک بریتانیا و سادگی مخصوص به بویی موج میزنه پین آپس البوم خیره کننده ای در سال انتشار برای بویی بوده